# Милан Обренович II
Милан Обренович II (на сръбски: Милан Обреновић), е княз на Сърбия в периода 13 юни – 8 юли 1839 г.
Роден е на 21 октомври 1819 г. в Крагуевац, Сърбия. Най-голям син на княз Милош Обренович и принцеса Любица и брат на княз Михаил Обренович.

## Ранни години
Болнав е от дете и през целия си живот е с нестабилно здраве. Бил е студент във Висшето училище в Белград. Преминал пълния курс на обучение, включително френски и немски език. През 1830 г., когато Сърбия обявява автономия, принц Милан става наследник на баща си.

## Княз на Сърбия
Баща му княз Милош абдикира на 13 юни 1839 г. в полза на сина си. По време на краткотрайното си управление княз Милан не подписва нито един акт или документ. Умира на 8 юли от туберкулоза. Остава в историята с най-краткото управление в сръбската история (26 дни). След смъртта му тронът е зает от по-малкия му брат - княз Михаил Обренович.
Погребан е в първоначално в църквата в Палилула, а по-късно тленните му останки са пренесени в църквата „Св. Марко“ в Белград.
Град Долни Милановац е наречен на негово име.